# Zarehavan
Zarehavan foren tres ciutats de l'Armènia Sofene. La més important fou la situada a la regió del llac Urmia, a la part oest, a uns 30 km de la costa del llac. Fou capital de la regió anomenada també Zarehavan que tenia a l'est el districte d'Arna; a l'oest el d'Alovaq (a Baspracània); al sud, l'Aka (a Baspracània) i el Tamber o Tambet; i al nord l'Andzakhí Dzor (a Baspracània). La ciutat principal fou Salmas o Salamas (armeni Malamas) uns quilòmetres a l'est de Zarehavan però sense tocar al llac. Fou poblada per àrabs al segle viii i fou centre d'un petit emirat que va existir fins a la conquesta seljúcida vers el 1054. El 905 els àrabs del districte van atacar Baspracània en represàlia per la conquesta d'Amiuk i l'execució dels seus habitants. El 906 fou atacada pel príncep de Baspracània.
La segona estava a la part nord-est del llac Urmia, tocant a la costa del llac, i era la capital de la regió de Gabitean o Gabitian i del districte oriental conegut també com a Zarevahan. La tercera era al Kogovit, a la província de l'Airarat, a l'oest del districte.